# Nannosciurus melanotis
Nannosciurus melanotis е вид бозайник от семейство Катерицови (Sciuridae), единствен представител на род Nannosciurus.

## Разпространение
Видът е разпространен в Бруней, Индонезия (Калимантан, Суматра и Ява) и Малайзия (Сабах и Саравак).